# Robert Huth
Robert Huth (* 18. srpna 1984, Východní Berlín) je bývalý německý fotbalový obránce a reprezentant.
Po sezóně 2016/17 se stal teprve sedmým hráčem, který dokázal vyhrát Premier League se dvěma různými kluby, Chelsea a Leicesterem.

## Klubová kariéra
Huth hrál na profesionální úrovni za anglické kluby Chelsea (získal zde 2 ligové tituly), Middlesbrough, Stoke City a Leicester City. V sezóně 2015/16 získal s Leicesterem City premiérový titul klubu v anglické nejvyšší lize.

### Leicester
Začátkem roku 2015 hostoval ze Stoke v Leicesteru. Okamžitě se prosadil do základní sestavy vedle Wese Morgana a v závěru sezóny pomohl k důležitým výhrám, které tým zachránily v Premier League. V dubnovém zápase s West Bromwich Albion skóroval hlavou v 80. minutě a srovnal na 2:2, aby Vardy v samotném závěru strhl výhru na stranu Leicesteru.
Trenér Nigel Pearson byl s jeho výkony spokojen, Huth si tak vysloužil přestup k Liškám.
V sezóně Premier League 2015/16 byl oporou zadních řad a odehrál celkem 35 ligových zápasů. Výraznou měrou tak přispěl k nečekanému triumfu v lize, historicky prvnímu v dějinách klubu. Dával také důležité branky – během lednového zápasu na Tottenhamu vstřelil jediný gól večera – a opět hlavou.
V únoru dal dva góly na hřišti Manchesteru City, když po třech minutách otevřel skóre a v 60. minutě hlavičkou zvyšoval na 3:0 pro hosty, domácí pak pouze korigovali na 3:1.
Huth na sebe upozornil v 36. kole proti Manchesteru United, kdy zatahal soupeřícího Fellainiho za jeho typické „afro“ vlasy, ten jej naopak udeřil loktem. Tento incident se obešel bez povšimnutí sudího, ale anglická fotbalová asociace oba hráče zpětně potrestala.
Huth si tak nezahrál v posledních dvou utkáních.
Během ročníku Premier League 2016/17 si zahrál 33 ligových zápasů – všechny v základu – Leicester však nenavázal na mistrovskou sezónu a skončil na 11. příčce. Huth se trefil proti West Hamu a Crystal Palace. I díky Huthovi se týmu podařilo postoupit do čtvrtfinále Ligy mistrů. Do odvety s Atléticem Madrid nemohl Huth zasáhnout kvůli karetnímu trestu a Leicester po úvodně prohře 0:1 pouze remizoval a tudíž vypadl.
Během ročníku Premier League 2017/18 si kvůli zranění kotníku nezahrál. V létě 2018 z klubu odešel a v lednu 2019 oznámil konec aktivní kariéry.

## Reprezentační kariéra
V A-mužstvu Německa debutoval 18. 8. 2004 v přátelském zápase ve Vídni proti reprezentaci Rakouska (výhra 3:1). Zúčastnil se domácího Mistrovství světa ve fotbale 2006, kde nastoupil v jediném utkání (20. června proti Ekvádoru, výhra 3:0).

## Úspěchy
Chelsea
- Premier League
  - 1. místo (2004/05, 2005/06)

Leicester City
- Premier League
  - 1. místo (2015/16)

Německo
- Mistrovství světa
  - 3. místo (2006)
- Konfederační pohár
  - 3. místo (2005)